# David Call
David Call (* 8. Februar 1982 in Issaquah, Washington) ist ein US-amerikanischer Schauspieler.

## Leben
David Call besuchte die NYU Tisch School of the Arts und die Atlantic Theater Company Acting School.
Seinen ersten Filmauftritt hatte er 2005 in The Notorious Bettie Page. Im weiteren Verlauf seiner Karriere war er in dem Film Beautiful Ohio an der Seite von Julianna Margulies und Michelle Trachtenberg zu sehen. 2009 spielte er neben Sarah Jessica Parker und Hugh Grant in Haben Sie das von den Morgans gehört? die Rolle des Doc D. Simmons.
Call erschien des Weiteren in den Serien Canterbuy’s Law, Criminal Intent – Verbrechen im Visier, Army Wives, Numbers – Die Logik des Verbrechens, Mercy, Rescue Me und Fringe – Grenzfälle des FBI. Einen längeren Handlungsbogen hatte er zwischen 2010 und 2011 in der vierten Staffel der The-CW-Jugendserie Gossip Girl als Benjamin „Ben“ Donovan. Durch diese Rolle und die des Paul Kempton in Mercy wurde er in den USA bekannt.

## Filmografie (Auswahl)
- 2005: The Notorious Bettie Page
- 2006: The Architect
- 2008: Canterbuy’s Law (Fernsehserie, 3 Folgen)
- 2008: Criminal Intent – Verbrechen im Visier (Law & Order: Criminal Intent, Fernsehserie, Folge 7x20)
- 2008–2009: Army Wives (Fernsehserie, 6 Folgen)
- 2009: Numbers – Die Logik des Verbrechens (Numb3rs, Fernsehserie, Folge 6x01)
- 2009–2012: Fringe – Grenzfälle des FBI (Fringe, Fernsehserie, 3 Folgen)
- 2009: Haben Sie das von den Morgans gehört? (Did You Hear About the Morgans?)
- 2009–2010: Rescue Me (Fernsehserie, 5 Folgen)
- 2010: Mercy (Fernsehserie, 6 Folgen)
- 2010–2011: Gossip Girl (Fernsehserie, 13 Folgen)
- 2011: Northeast
- 2013: Smash (Fernsehserie, 5 Folgen)
- 2013: White Collar (Fernsehserie, Folge 5x04)
- 2014: The Following (Fernsehserie, Folge 2x09)
- 2015: The Girl in the Book
- 2015–2016: The Magicians (Fernsehserie, 4 Folgen)
- 2017–2018: The Sinner (Fernsehserie, 7 Folgen)
- 2018: The Blacklist (Fernsehserie, 1 Folge)
- 2023: Insidious: The Red Door